# Real Club de Polo de Barcelona
| Europapokalbilanz Herren Feld |                    |        |       |             |
| Jahr                          | Wettbewerb         | Niveau | Platz | Ort         |
| 1971                          | Club Champions Cup | 1      | 4     | ROM         |
| 1978                          | Club Champions Cup | 1      | 3     | Barcelona   |
| 1979                          | Club Champions Cup | 1      | 2     | Den Haag    |
| 1980                          | Club Champions Cup | 1      | 3     | Barcelona   |
| 1981                          | Club Champions Cup | 1      | 3     | Brüssel     |
| 1982                          | Club Champions Cup | 1      | 3     | Versailles  |
| 1983                          | Club Champions Cup | 1      | 4     | Den Haag    |
| 1990                          | Cup Winners Cup    | 1      | 3     | Barcelona   |
| 1995                          | Cup Winners Cup    | 1      | 3     | Cagliari    |
| 1997                          | Cup Winners Cup    | 1      | 4     | Reading     |
| 2003                          | Club Champions Cup | 1      | 2     | Brüssel     |
| 2004                          | Club Champions Cup | 1      | 1     | Barcelona   |
| 2008                          | Euro Hockey League | 1      | AF    | Terrassa    |
| 2009                          | Euro Hockey League | 1      | AF    | Hamburg     |
| 2010                          | Euro Hockey League | 1      | 4     | Amsterdam   |
| 2011                          | Euro Hockey League | 1      | AF    | Bloemendaal |
| 2012                          | Euro Hockey League | 1      | AF    | Rotterdam   |
| 2014                          | Euro Hockey League | 1      | VF    | Eindhoven   |
| 2015                          | Euro Hockey League | 1      | AF    | Bloemendaal |
| 2016                          | Euro Hockey League | 1      | VF    | Amstelveen  |
| 2017                          | Euro Hockey League | 1      | VF    | Eindhoven   |
| 2018                          | Euro Hockey League | 1      | VF    | Rotterdam   |
| 2019                          | Euro Hockey League | 1      | 4     | Eindhoven   |

Der Real Club de Polo de Barcelona ist ein 1897 gegründeter traditionsreicher Sportclub der katalanischen Metropole Barcelona. Der im Herzen der Stadt unweit des Camp Nou gelegene Verein zählt rund 10.000 Mitglieder. Als Sportarten werden Reiten, Polo, Hockey, Tennis und Pádel angeboten. Bei den Olympischen Sommerspielen 1992 wurden die Reitwettbewerbe auf der 29 ha großen Anlage des Clubs ausgetragen, die neben dem Reitstadion unter anderem über ein Polofeld, drei Kunstrasenhockeyplatze, 37 Tennisplätze und einer Hockeyhalle verfügt. Im Laufe der Geschichte konnte der Verein 48 Sportler zu Olympischen Spielen entsenden.

## Hockey
Ab 1907 wurde beim RC de Polo Hockey gespielt und im Jahre 1914 endgültig als Abteilung verankert. Das Herrenteam gehört zu den spanischen Spitzenmannschaften, nur Atlètic Terrassa und der Club Egara haben mehr spanische Meisterschaften gewonnen. Den größten Erfolg für den in weißen Hemden mit blau-rotem Brustring und blauen Hosen spielenden RC de Polo stellt der Gewinn des EuroHockey Club Champions Cups 2004 im Finale auf eigener Anlage mit 1:0 gegen den Club an der Alster da. In der Debütsaison 2007/2008 der Euro Hockey League erreichte das Team nach Vorrundensiegen über Royal Antwerpen und Dinamo Elektrostal das Achtelfinale, in dem im innerspanischen Duell Atlètic Terrassa knapp die Oberhand behielt.
Herren
- EuroHockey Club Champions Cup: 2004
- Katalanischer Meister: 1918, 1920, 1921, 1922, 1923, 1924, 1925, 1929, 1932, 1934, 1935, 1936, 1954, 1955, 1957, 1958, 1960, 1962, 1972, 1974, 1975, 1977, 1978, 1979, 1981, 1983, 1984, 2008, 2012, 2013
- Spanischer Meister: 1958,[2] 1959, 1970, 1977, 1978, 1980, 1981, 1982, 2002, 2003, 2007, 2008, 2013, 2014, 2015, 2018
- Spanischer Pokalsieger: 1916, 1917, 1922, 1924, 1925, 1929, 1941, 1957, 1958, 1959, 1960, 1962, 1964, 1970, 1974, 1976, 1979, 1980, 1981, 1982, 1983, 1989, 1996, 2003, 2008, 2013, 2014, 2016, 2017

Damen
- Katalanischer Meister: 1963, 1967, 1969, 1970, 1971, 1972, 1973, 1974, 1975, 1976, 1978, 1980, 1990, 1993, 1994, 1995, 1996, 2003, 2004, 2006
- Spanischer Pokalsieger: 2003, 2004, 2005, 2015
- Spanischer Meister: 2003, 2006